# Terrence Jenkins
Terrence Jenkins, noto anche come Terrence J (New York, 21 aprile 1982), è un conduttore televisivo, attore e giornalista statunitense.
Noto principalmente per aver condotto 106 & Park di BET oltre che numerosi altri programmi televisivi, Jenkins è stato fra gli autori di E! News.

## Carriera
Jenkins ha iniziato la sua gavetta come conduttore radiofonico in un'emittente locale già ai tempi delle scuole superiori, per poi continuare su questa linea anche durante i tempi del college. Nel 1996 fa il suo debutto televisivo in un episodio della serie TV Savannah. 
Successivamente ottiene un ruolo di conduzione in un'emittente a copertura nazionale, 102 Jamz.
Nel 2004 si laurea in scienze della comunicazione presso l'università della North Carolina.
Fra 2003 e 2006 interpreta un ruolo in 6 episodi della serie TV All of Us; sempre nel 2006 ottiene i suoi primi ruoli cinematografici e debutta come conduttore presso il popolare show di BET106 & Park. Jenkins mantiene questo ruolo fino al 2013 alternandosi con altri conduttori, apparendo in 48 episodi del programma.
Nello stesso periodo di tempo appare come attore in varie opere televisive e cinematografiche, tra cui il film Burlesque e la serie TV The Game, oltre ad apparire in altri programmi.
Nel 2012 il suo titolo di studio e la fama ottenuta gli permettono di diventare uno degli autori del programma d'informazione E! News, che inizia anche a condurre a partire dall'anno seguente sostituendo Ryan Seacrest.
Sempre nel 2012 recita nei film Spankle al fianco di Whitney Houston e Jordin Sparks e soprattutto in Think Like a Man, che ottiene un notevole successo al botteghino. Nel 2013 debutta come scrittore pubblicando il libro The Wealth of My Mother's Wisdom.
Negli anni successivi continua sia a condurre programmi televisivi che a recitare in film come La guerra dei sessi e The Perfect Match, che ha anche prodotto, che a condurre programmi come Miss USA 2016 e 2017 e Safeword.
Nel 2018 Forbes lo definisce "uno dei personaggi nati nelle radio che hanno acquisito più importanza all'interno della cultura pop".
Appare successivamente nel documentario su Chris Brown Welcome to my Life e nello show di Lindsay Lohan Lindsay Lohan's Beach Club. 
Nel 2019 conduce Are You the One? e Power Confidential e recita e produce il film Same Difference. Nel 2020 film un contratto con il distributore Hidden Empire FIlm.

## Programmi televisivi
- 106 & Park (2006-2013) - Conduttore
- Kourtney & Khloe Take Miami (2009) - Ospite in 5 episodi
- Kris (2013) - Co-conduttore in 1 episodio
- E! News (2012-2015) - Autore, conduttore dal 2013
- Live From The Red Carpet (2012-2015) - Conduttore
- Hollywood Today Live (2016) - Co-conduttore di 4 episodi
- Coupled (2016) - Co-conduttore
- Miss USA (2016-2017) - Conduttore
- SafeWord (2016) - Co-conduttore
- Lindsay Lohan's Beach Club (2018) - Ospite
- Are You the One? (2019) - Conduttore di 1 episodio
- Power Confidential (2019) - Conduttore

## Filmografia

### Attore

#### Film
- Rapture, regia di Bret Wood (2006) - Cortometraggio
- The Heart Specialist, regia di Dennis Cooper (2006)
- Stepping 2 - La strada del successo, regia di Rob Hardy (2010)
- Burlesque, regia di Stephen Antin (2010)
- Sparkle - La luce del successo, regia di Salim Akil (2012)
- Think Like a Man, regia di Tim Story (2012)
- L'amore in valigia, regia di David E. Talbert (2013)
- White T, regia di Lance Frank (2013)
- Battle of the Year, regia di Benson Lee (2014)
- La guerra dei sessi - Think Like a Man Too, Tim Story (2014)
- Entourage, regia di Doug Ellin (2015)
- The Perfect Match, regia di Bille Woodruff (2016)
- Chris Brown: Welcome to my Life, regia di Andrew Sandler (2018)
- Same Difference, regia di Derege Harding (2019)
- CIROC: What Men Want, regia di Justin Janowitz (2019)

#### Serie TV
- Savannah - Serie TV, 1 episodio (1996)
- All of Us - Serie TV, 6 episodi (2003 - 2006)
- The Game - Serie TV, 4 episodi (2011)
- Truth Be Told - Serie TV, 1 episodio (2015)
- Hit The Floor - Serie TV, 3 episodi (2015)
- Star - Serie TV, 1 episodio (2018)
- Scream - Serie TV, 4 episodi (2019)

### Produttore
- Due estranei (Two Distant Strangers), regia di Travon Free e Martin Desmond Roe (2020) - cortometraggio

## Opere
- 2013 - The Wealth of My Mother's Wisdom